# 2006年山西新井煤矿矿难
山西省大同市左云县新井煤矿“5·18”特别重大透水事故，是指在北京时间2006年5月18日19时36分，发生在山西省大同市左云县张家场乡新井煤矿发生一起特别重大透水事故。据国务院调查组确认，事故共造成56人死亡、2人受伤，直接经济损失5312万元。

## 灾后

### 反应
据媒体报道，事发后，矿主李付元曾与两个包工头达成“5人被困”的“攻守同盟”，商定按统一口径上报入井、出井和被困人数，即“下井42人，升井37人，被困5人”。为了达到瞒报目的，事故发生后，矿方将井下工人的上岗证全部拿走，只留下5个证件。而在次日凌晨，张家场乡党委书记常锐、乡长刘永鑫、乡人大主席团主席王永祥和副主席陈喜庆等就已经知道井下被困矿工的大概人数，但仍认可矿主“被困5人”的说法；常锐还安排张家场乡武装部部长陈清河与陈喜庆组织转移被困矿工家属。19日6时，陈清河赶到事故现场，负责帮包工头兰仁伙雇用5辆面包车，并经常锐同意给了兰仁伙5万元现金，让其组织转移6户27名矿工家属。